# Azurkronad skrika
Azurkronad skrika (Cyanolyca cucullata) är en fågel i familjen kråkfåglar inom ordningen tättingar.

## Utseende
Azurkronad skrika är en medelstor skrika med övervägande blå fjäderdräkt. Fjäderdräkten är övervägande mörkblå, svartare på ansikte och strupe kantat av en vitramad ljusare azurblå hjässa. Ungfågeln har mörkare hjässa utan ljusa kanter.

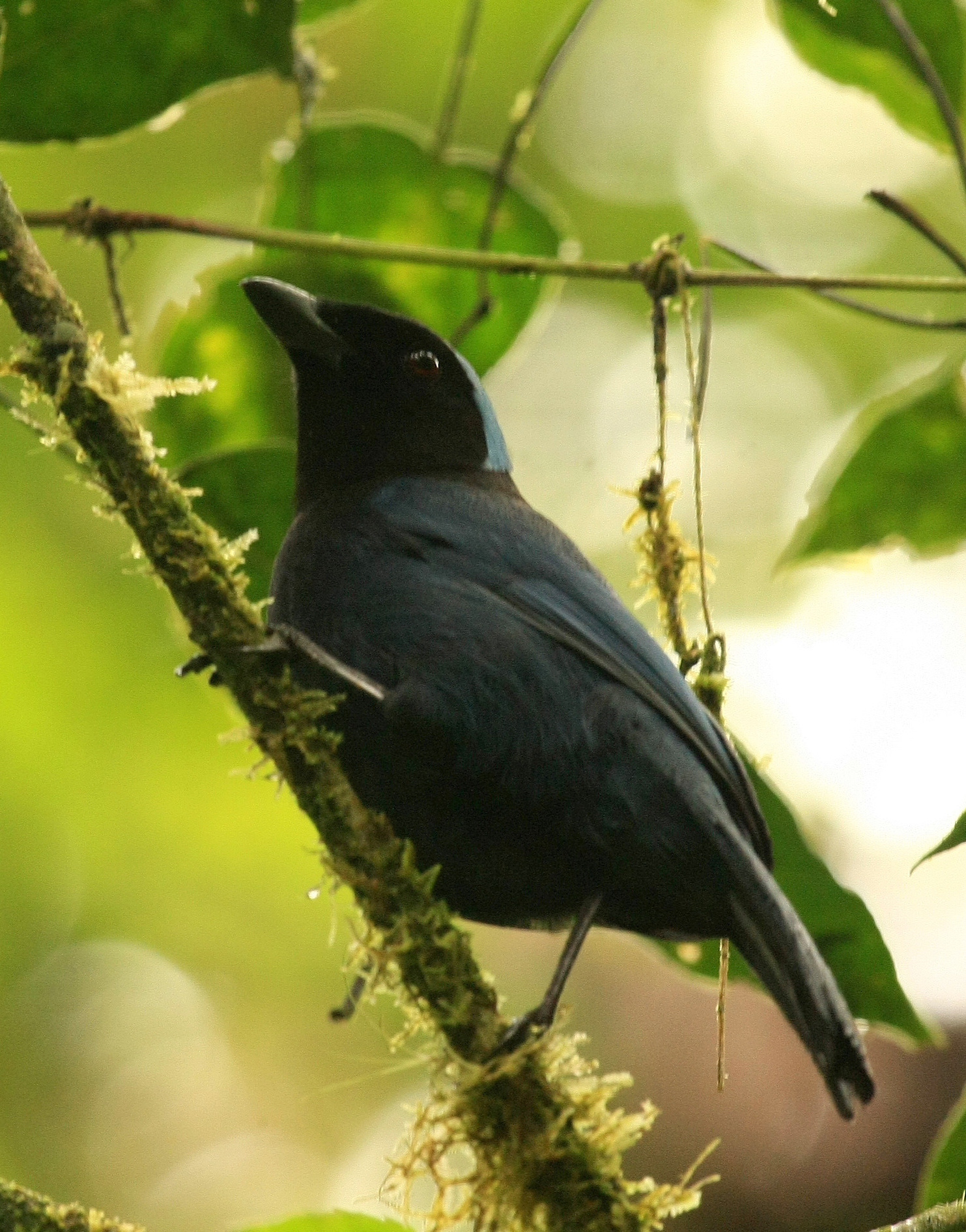

## Utbredning och systematik
Azurkronad skrika förekommer i Centralamerika från östra Mexiko till västra Panama. Den delas in i fyra underarter med följande utbredning:
- Cyanolyca cucullata mitrata – förekommer i östra Mexiko (från San Luis Potosí till norra och centrala Oaxaca)
- Cyanolyca cucullata guatemalae – förekommer från södra Mexiko (Chiapas) till centrala Guatemala
- Cyanolyca cucullata hondurensis – förekommer i västra Honduras
- Cyanolyca cucullata cucullata – förekommer i Costa Rica och västra Panama

## Levnadssätt
Azurkronad skrika hittas i bergsbelägna fuktiga städsegröna skogar. Den ses vanligen i par eller smågrupper, ofta i sällskap med andra skrikor (som indigoskrika), trupialer och tukanetter. Fågeln födosöker på alla nivåer i skogen och håller sig ofta gömd i vegetationen.

## Status och hot
Arten har ett stort utbredningsområde, men tros minska i antal, dock inte tillräckligt kraftigt för att den ska betraktas som hotad. Internationella naturvårdsunionen IUCN listar arten som livskraftig (LC). Beståndet uppskattas till i storleksordningen 20 000 till 50 000 vuxna individer.